# Ludwig Mecklinger
Ludwig Mecklinger, né le 14 novembre 1919 à Buchdorf et mort le 22 juillet 1994 à Berlin est un homme politique est-allemand. Il est ministre de la Santé de 1971 à 1988.
Il est également député à la Volkskammer entre 1981 et 1990 et membre du Comité central du SED entre 1986 et 1989.

## Décoration
- Ordre du Mérite patriotique (RDA)

## Sources
- (de) Cet article est partiellement ou en totalité issu de l’article de Wikipédia en allemand intitulé « Ludwig Mecklinger » (voir la liste des auteurs).